# Логор Липље
Логор Липље је био концентрациони логор који су у периоду од 25. маја 1992. до 2. јуна 1992. године држали Срби у селу Липље код Зворника током рата у Босни.

## Преглед
Почетком рата у Босни наоружани српски сељаци из оближњег села Снагово заузели су Липље 1. маја 1992. и до 25. маја га претворили у концентрациони логор у којем су бошњачки становници постали заробљеници. Затворено је између 420 и 460  људи; Укупно је живот изгубило 27 затвореника. Бегунци су организовали групе отпора у местима Церска и Каменица. У ноћи између 1. и 2. јуна 1992. око 300 Бошњака наоружаних са 27 пушака ослободило је концентрациони логор Липље. Постао је познат, као једини логор са бошњачким заробљеницима који је ослобођен у цијелом рату 1992-95. Нико од логорских чувара није процесуиран.